# Hobby World
Hobby World — велике видавництво в Росії та Східній Європі, яке спеціалізується на виробництві та дистрибуції настільних ігор таких категорій: ігри для дітей, сімейні ігри, ігри для вечірок, стратегічні ігри, військові ігри, колекційні карткові ігри. Головний офіс компанії знаходиться в Москві.

## Історія компанії
Компанія була заснована у 2010 році шляхом злиття двох конкуруючих компаній «Смарт» та «Фентезі Ворлд».
Сьогодні видавництво продає більше півмільйона настільних ігор щорічно та видає понад 50 нових ігор.

## Продукція
Компанія видає російські версії таких ігор, як Колонізатори, Каркасон, Манчкін, Ticket to Ride, Гра престолів, Жах Аркгема, Warhammer.
У 2018 році компанія придбала журнал наукової фантастики та фентезі Мир фантастики .
Більшість компонентів для настільних ігор виробляються в Росії: виробництва розташовані в Калузькій та Московській областях. Деякі компоненти виробляються європейськими підрядниками.

## Керівництво
- Михайло Акулов — генеральний директор.
- Іван Попов — виконавчий директор.
- Микола Пегасов — директор з розвитку. Раніше обіймав посаду головного редактора та видавця журналу Мир фантастики (2003–2009).